# Saint-Rémy-sur-Creuse
Pour les articles homonymes, voir Saint-Rémy.
Saint-Rémy-sur-Creuse est une commune du Centre-Ouest de la France, située dans le département de la Vienne (région Nouvelle-Aquitaine).

## Géographie

### Hydrographie
Le territoire communal est arrosé par la rivière Creuse.

### Communes limitrophes
| Les Ormes          | Buxeuil               |                         |
|                    | Saint-Rémy-sur-Creuse | Abilly (Indre-et-Loire) |
| Dangé-Saint-Romain | Leugny                |                         |

### Climat
Pour des articles plus généraux, voir Climat de la Nouvelle-Aquitaine et Climat de la Vienne.
Historiquement, la commune est exposée à un climat océanique du nord-ouest.  
En 2020, Météo-France publie une typologie des climats de la France métropolitaine dans laquelle la commune est exposée à un climat océanique altéré et est dans la région climatique  Poitou-Charentes, caractérisée par un bon ensoleillement, particulièrement en été et des vents modérés.
Pour la période 1971-2000, la température annuelle moyenne est de 11,5 °C, avec une amplitude thermique annuelle de 14,7 °C. Le cumul annuel moyen de précipitations est de 685 mm, avec 10,7 jours de précipitations en janvier et 6,6 jours en juillet. Pour la période 1991-2020, la température moyenne annuelle observée sur la station météorologique la plus proche, située sur la commune de Lésigny à 13 km à vol d'oiseau, est de 12,1 °C et le cumul annuel moyen de précipitations est de 743,3 mm,. Pour l'avenir, les paramètres climatiques de la commune estimés pour 2050 selon différents scénarios d’émission de gaz à effet de serre sont consultables sur un site dédié publié par Météo-France en novembre 2022.

## Urbanisme

### Typologie
Au 1er janvier 2024, Saint-Rémy-sur-Creuse est catégorisée commune rurale à habitat dispersé, selon la nouvelle grille communale de densité à sept niveaux définie par l'Insee en 2022.
Elle est située hors unité urbaine. Par ailleurs la commune fait partie de l'aire d'attraction de Châtellerault, dont elle est une commune de la couronne,. Cette aire, qui regroupe 44 communes, est catégorisée dans les aires de 50 000 à moins de 200 000 habitants,.

### Occupation des sols
L'occupation des sols de la commune, telle qu'elle ressort de la base de données européenne d’occupation biophysique des sols Corine Land Cover (CLC), est marquée par l'importance des territoires agricoles (57,8 % en 2018), en diminution par rapport à 1990 (58,9 %). La répartition détaillée en 2018 est la suivante : 
terres arables (40,4 %), forêts (37,3 %), zones agricoles hétérogènes (17,4 %), zones urbanisées (2,7 %), eaux continentales (2,3 %). L'évolution de l’occupation des sols de la commune et de ses infrastructures peut être observée sur les différentes représentations cartographiques du territoire : la carte de Cassini (XVIIIe siècle), la carte d'état-major (1820-1866) et les cartes ou photos aériennes de l'IGN pour la période actuelle (1950 à aujourd'hui).

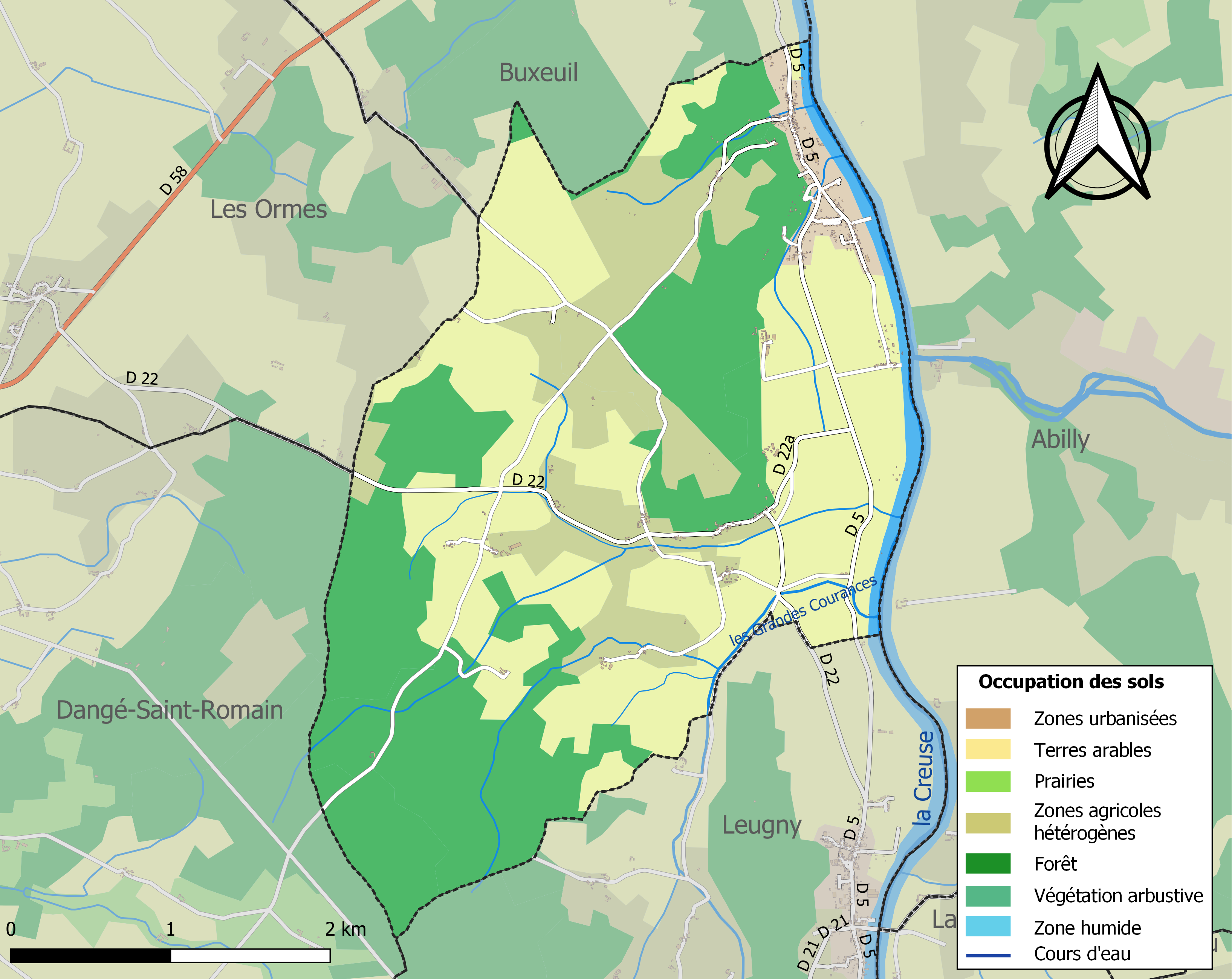
Carte des infrastructures et de l'occupation des sols de la commune en 2018 (CLC).

### Morphologie urbaine
Le village de Saint-Rémy-sur-Creuse est dominé par une imposante falaise de tuffeau, formée il y a 90 millions d'années. Dans le front de cette falaise, sur plus de trois kilomètres, ont été creusées au cours des siècles des habitations troglodytes. À l'origine, il s'agit de souterrains refuges de l'époque médiéval, de la période de la première guerre de 100 ans. Puis ces souterrains ont été récupérés et agrandis pour être transformés en habitat à partir du XVIIe siècle. Les conditions de vie dans un troglodyte étant très rude, il s'agissait d'habitations réservées aux populations pauvres et marginales. Les autres habitants du village se sont donc aménagés progressivement des fermes plus modernes au fil des années. Ces habitations vont être abandonnées à la fin du XIXe siècle, mais des marginaux continuent d'y vivre jusque dans les années 1990.
En 1998, certaines caves sont rachetées par une association baptisé NUCLEUS qui veut y établir un centre d'interprétation de la préhistoire. On y accueille tout type de publique, pour y faire des démonstrations de taille de silex, de travail de la pierre, de création du feu, jusqu'en 2013, date à laquelle l'association cesse d'exister.
De nos jours, depuis 2007, une de ces caves a également été restaurée par un particulier qui y habite à l’année.
Par ailleurs, une nouvelle association, baptisé Saint-Rémy Village Troglodyte loue, depuis 2013, sept  caves pour laisser le public y accéder et sauvegarder ce patrimoine. Au travers de visites guidées, d’animations pour les enfants, de spectacles ou de l’organisation de divers manifestations, les bénévoles de l’association font découvrir ce patrimoine et l’histoire de ce village de l’époque médiévale à celle des tisserands du chanvre, d'avril à octobre (www.ethnicite.fr)

### Risques majeurs
Le territoire de la commune de Saint-Rémy-sur-Creuse est vulnérable à différents aléas naturels : météorologiques (tempête, orage, neige, grand froid, canicule ou sécheresse), inondations, feux de forêts, mouvements de terrains et séisme (sismicité modérée). Il est également exposé à deux risques technologiques,  le transport de matières dangereuses et la rupture d'un barrage. Un site publié par le BRGM permet d'évaluer simplement et rapidement les risques d'un bien localisé soit par son adresse soit par le numéro de sa parcelle.

#### Risques naturels
Certaines parties du territoire communal sont susceptibles d’être affectées par le risque d’inondation par débordement de cours d'eau, notamment la Creuse. La commune a été reconnue en état de catastrophe naturelle au titre des dommages causés par les inondations et coulées de boue survenues en 1982, 1983, 1993, 1999 et 2010,.
Saint-Rémy-sur-Creuse est exposée au risque de feu de forêt. En 2014, le deuxième plan départemental de protection des forêts contre les incendies (PDPFCI) a été adopté pour la période 2015-2024. Les obligations légales de débroussaillement dans le département sont définies dans un arrêté préfectoral du 29 mai 2015,, celles relatives à l'emploi du feu et au brûlage des déchets verts le sont dans un arrêté permanent du 24 mai 2015,.

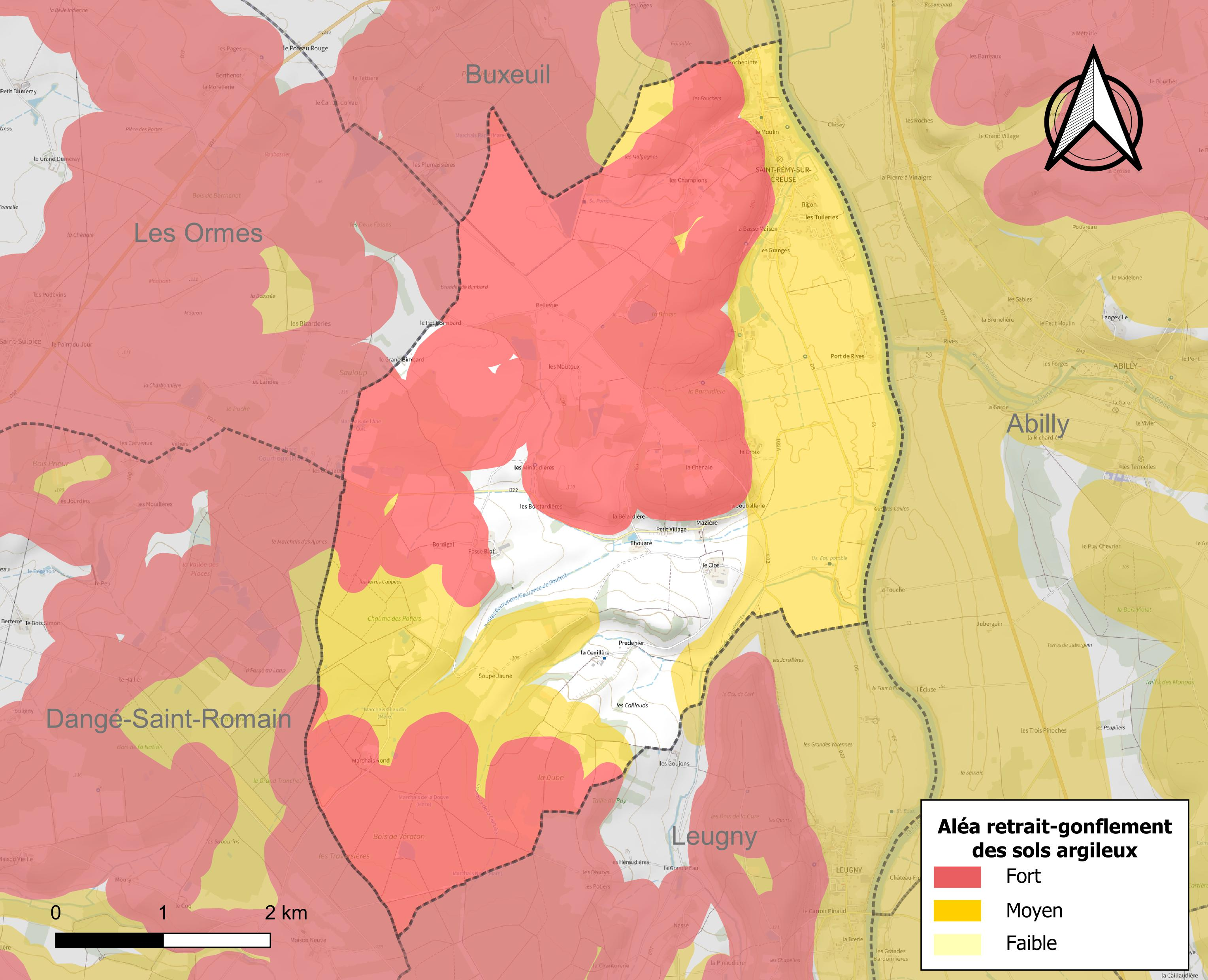
Carte des zones d'aléa retrait-gonflement des sols argileux de Saint-Rémy-sur-Creuse.

Les mouvements de terrains susceptibles de se produire sur la commune sont des affaissements et effondrements liés aux cavités souterraines (hors mines) et des tassements différentiels. Afin de mieux appréhender le risque d’affaissement de terrain, un inventaire national permet de localiser les éventuelles cavités souterraines sur la commune. Le retrait-gonflement des sols argileux est susceptible d'engendrer des dommages importants aux bâtiments en cas d’alternance de périodes de sécheresse et de pluie. 87,4 % de la superficie communale est en aléa moyen ou fort (79,5 % au niveau départemental et 48,5 % au niveau national). Depuis le 1er octobre 2020, en application de la loi ÉLAN, différentes contraintes s'imposent aux vendeurs, maîtres d'ouvrages ou constructeurs de biens situés dans une zone classée en aléa moyen ou fort,.
La commune a été reconnue en état de catastrophe naturelle au titre des dommages causés par la sécheresse en 1996 et par des mouvements de terrain en 1999 et 2010.

#### Risque technologique
La commune est en outre située en aval du barrage d'Éguzon, un ouvrage de classe A situé dans le département de l’Indre et présentant une hauteur d’eau maximale de 56,7 m et une capacité totale de retenue de 57,8 millions de m3. Le PPI a été approuvé le 3 décembre 2008. À ce titre elle est susceptible d’être touchée par l’onde de submersion consécutive à la rupture de cet ouvrage.

## Toponymie
Le village de Saint-Rémy-sur-Creuse doit son nom au saint protecteur du Prieuré qui se trouvait sur les hauteurs du bourg au moment de sa création. Le nom de Saint-Rémy est alors associé à celui de la rivière qui borde le village, La Creuse.

## Histoire

### Préhistoire
La grotte dite « des palets de Gargantua » a servi de lieu de passage à la Préhistoire. Un « palet de Gargantua » situé sur la falaise a été dynamité en 1910 lors de la construction de l'école et de la mairie. Des fouilles archéologiques menées dans les années 1970 ont fait apparaître des pointes de sagaies du type Lussac-Angles, ainsi qu'une série de burins en silex du Grand-Pressigny. Ce matériel, daté de la période magdalénienne, prouve que Saint-Rémy se trouvait au sein du territoire de ces chasseurs-cueilleurs réputés pour leurs gravures (grottes de la Marche, frise sculptée du Roc-aux-Sorciers…).

### Antiquité
Si quelques occupations gallo-romaines sont attestées dans les environs, ce n'est qu'au Moyen Âge que l'histoire de Saint-Rémy va vraiment démarrer.

### Moyen Âge
En 1189, Richard Cœur de Lion fonde le bourg et déclare que Saint-Rémy est une ville libre (c'est-à-dire exempte d'impôts). Les paysans payent quatre sous aux moines du prieuré pour pouvoir s'installer sur le territoire de cette commune, puis ils n'ont plus rien à payer. La croissance démographique de la ville augmente alors fortement mais attise aussi les rivalités avec les seigneurs voisins qui eux perdent de la population et donc de l'argent. La ville va alors être régulièrement attaquée. Les seigneurs français veulent faire peur aux habitants pour les renvoyer chez eux. Mais les seigneurs anglais attaquent également. Envoyés par le roi Henri II, leur mission est de détruire la tour de garde que Richard a fait construire sur les hauteurs du bourg sans demander l'autorisation de son père. Il ne reste aujourd'hui qu'un seul vestige de cette tour, il s'agit de l'une des tourelles de la muraille d'enceinte, elle est appelée « tour de Ganne » ou « tour de Galles » et se situe à proximité de l'actuelle église.
Non loin de là, dans la falaise de tuffeau, apparaît un lieu de refuge au XIIe – XIIIe siècle pour les paysans locaux, la « forteresse  de Chalopy ». Elle est aménagée à l'époque pour se protéger justement des attaques françaises et anglaise. Il s'agit de souterrains refuges composés de salles étroites et de couloirs exigus. Le but est de pouvoir se cacher et de tenir un siège de plusieurs jours. Des réserves d'eau et de nourriture, ainsi que des pièces d'habitats et même une étable sont créés dans la falaise pour cela. Cette falaise devient alors un véritable labyrinthe qui a pour but de piéger l'ennemi qui oserait s'y aventurer.
À partir de 1204, après la mort de Richard Cœur de Lion autour de 1199, la zone est reconquise par les seigneurs de Touraine et redevient alors française pour toujours. Les caves sont progressivement abandonnées et réoccupées, puis ré-abandonnées jusqu'au XVIIe siècle.

### Époque Moderne et Contemporaine
Du XVIIe au XIXe siècle ce sont des familles de tisserands de chanvre et de chanvriers qui colonisent les caves de Saint-Rémy. Elles y mènent une vie prospère pendant trois siècles, utilisant la rivière et les nombreuses sources de la falaise pour cultiver et transformer la plante qu'ils cultivent, le chanvre (Cannabis sativa). L'activité de ces derniers entraîne néanmoins une pollution assez importante de leur environnement, notamment de la rivière, car l'une des étapes de traitement du chanvre, le rouissage, consiste à faire tremper la plante dans l'eau pendant 10 jours, mais, le chanvre en se décomposant va dégager des fluides et des gaz toxiques. Les préfectures demandent alors aux chanvriers d'aménager des bassins au pied de la falaise pour faire tremper le chanvre et de ne plus utiliser la rivière. Au XVIIIe siècle, la falaise est occupée sur près de 3 km par une cinquantaine de famille de chanvriers et de tisserands. Puis, avec la généralisation de l'éducation, l'apparition des premières manufactures, les tisserands et les enfants vont peu à peu quitter les lieux. Depuis 2013, le site « Ethni'Cité, village Troglodyte », ouvert d'avril à octobre, accueille les visiteurs dans ces caves pour leur faire découvrir au cours de visite libre, audio ou guidée, l'histoire de ces caves et de cette falaise.

## Héraldique
| Blason de Saint-Rémy-sur-Creuse | Blason  | De sinople à la tour d'argent, maçonnée de sable, ouverte et ajourée du champ, accostée en chef de deux truelles d'argent posées celle de dextre en bande et celle de senestre en barre; au chef d'argent chargé d'un léopard de gueules. |
| Blason de Saint-Rémy-sur-Creuse | Détails | Le statut officiel du blason reste à déterminer. |

## Liste des maires
| Période                                  | Période   | Identité          | Étiquette | Qualité |
| ---------------------------------------- | --------- | ----------------- | --------- | ------- |
| Les données manquantes sont à compléter. |           |                   |           |         |
| avant 1995                               | mars 2014 | Yannick Chicot    | UMP       |         |
| mars 2014                                | En cours  | Jean-Pierre Conte |           |         |

### Instances judiciaires et administratives
La commune relève du tribunal d'instance de Poitiers, du tribunal de grande instance de Poitiers, de la cour d'appel Poitiers, du tribunal pour enfants de Poitiers, du conseil de prud'hommes de Poitiers, du tribunal de commerce de Poitiers, du tribunal administratif de Poitiers et de la cour administrative d'appel de Bordeaux, du tribunal des pensions de Poitiers, du tribunal des affaires de la Sécurité sociale de la Vienne, de la cour d’assises de la Vienne.

### Services publics
Les réformes successives de La Poste ont conduit à la fermeture de nombreux bureaux de poste ou à leur transformation en simple relais. Toutefois, la commune a pu maintenir le sien.

## Démographie
L'évolution du nombre d'habitants est connue à travers les recensements de la population effectués dans la commune depuis 1793. Pour les communes de moins de 10 000 habitants, une enquête de recensement portant sur toute la population est réalisée tous les cinq ans, les populations de référence des années intermédiaires étant quant à elles estimées par interpolation ou extrapolation. Pour la commune, le premier recensement exhaustif entrant dans le cadre du nouveau dispositif a été réalisé en 2006.

En 2022, la commune comptait 453 habitants, en évolution de +14,97 % par rapport à 2016 (Vienne : +0,6 %, France hors Mayotte : +2,11 %).
| 1793 | 1800 | 1806 | 1821 | 1831 | 1836 | 1841 | 1846 | 1851 |
| ---- | ---- | ---- | ---- | ---- | ---- | ---- | ---- | ---- |
| 750  | 606  | 666  | 768  | 698  | 658  | 644  | 668  | 664  |

| 1856 | 1861 | 1866 | 1872 | 1876 | 1881 | 1886 | 1891 | 1896 |
| ---- | ---- | ---- | ---- | ---- | ---- | ---- | ---- | ---- |
| 669  | 645  | 617  | 535  | 502  | 501  | 512  | 464  | 475  |

| 1901 | 1906 | 1911 | 1921 | 1926 | 1931 | 1936 | 1946 | 1954 |
| ---- | ---- | ---- | ---- | ---- | ---- | ---- | ---- | ---- |
| 470  | 428  | 433  | 431  | 424  | 432  | 407  | 384  | 434  |

| 1962 | 1968 | 1975 | 1982 | 1990 | 1999 | 2006 | 2011 | 2016 |
| ---- | ---- | ---- | ---- | ---- | ---- | ---- | ---- | ---- |
| 514  | 528  | 557  | 503  | 504  | 422  | 401  | 403  | 394  |

| 2021 | 2022 | - | - | - | - | - | - | - |
| ---- | ---- | - | - | - | - | - | - | - |
| 432  | 453  | - | - | - | - | - | - | - |

En 2008, selon l’Insee, la densité de population de la commune était de 31 hab./km2 contre 61 hab./km2 pour le département, 68 hab./km2 pour la région Poitou-Charentes et 115 hab./km2 pour la France.

## Économie
Selon la direction régionale de l'Alimentation, de l'Agriculture et de la Forêt de Poitou-Charentes, il n'y a plus que neuf exploitations agricoles en 2010 contre douze en 2000.
Les surfaces agricoles utilisées ont paradoxalement augmenté de 6 % et sont passées de 1 167 hectares en 2000 à 1 244 hectares en 2010 dont 591 sont irrigables. Ces chiffres indiquent une concentration des terres sur un nombre plus faible d’exploitations. Cette tendance est conforme à l’évolution constatée sur tout le département de la Vienne puisque de 2000 à 2007, chaque exploitation a gagné en moyenne 20 hectares.
55 % des surfaces agricoles sont destinées à la culture des céréales (blé tendre et du maïs à parts égales), 13 % pour les oléagineux (colza et tournesol essentiellement), 13 % pour le fourrage et 6 % restent en herbe. En 2000, trois hectares (zéro en 2010) étaient consacrés à la vigne.
Les élevages de volailles ont disparu au cours de cette décennie.

## Culture locale et patrimoine

### Lieux et monuments
- Une partie du village troglodytique creusé sous le château est visitable à l'année.
- Église Saint-Rémy, de style roman du XIe-XIIe siècle, notable pour sa fenêtre « claustra » du XIe.
- Tour de Gannes, seul vestige du château fort érigé par Richard Cœur de Lion[33].
- Château de la Chaise dont l'élévation et la toiture ont été inscrites comme monument historique en 1967. Le château est situé à 3 km de Leugny, sur le coteau. Il date des XVe et XVIe siècles. Il fut construit par la famille d'Aviau (de Piolant).
- Une croix hosannière, datant du XVIIe siècle.

### Personnalités liées à la commune
- Richard Cœur de Lion (1157-1199).
- Catherine Lagatu (1919-2007).

## Religion
En septembre 2014 s'installe le prieuré Notre-Dame-de-Lourdes sur le territoire de la commune, un groupe de prêtres et de fidèles s'y retrouve désormais chaque dimanche. Le 15 août, la procession jusqu'aux troglodytes où un autel et une vierge de Lourdes ont été placés au début du siècle dernier a été relancée en 2015.